# Grešun
Grešun (hrenak, lat. Sium), rod vodenastih trajnica iz porodice štitarke raširen po Europi, Aziji, Sjevernoj Americi i Africi. Postoji oko 10 priznatih vrsta. U Hrvatskoj raste širokolisni grešun (S. latifolium). Ostale poznate vrste su (S. suave) i šećerni ili slatki korijen (S. sisarum)

## Vrste
1. Sium carsonii Durand ex A.Gray
2. Sium latifolium L.
3. Sium latijugum C.B.Clarke
4. Sium medium Fisch. & C.A.Mey.
5. Sium ninsi L.
6. Sium serra (Franch. & Sav.) Kitag.
7. Sium sisarum L.
8. Sium suave Walter
9. Sium tenue (Kom.) Kom.
10. Sium ventricosum (H.Boissieu) Li S.Wang & M.F.Watson